# Campionato europeo femminile under 18 di pallavolo 2013
Il campionato europeo pre-juniores di pallavolo femminile 2013 si è svolto dal 29 marzo al 7 aprile 2013 ad Antivari, in Montenegro e Kladovo, in Serbia. Al torneo hanno partecipato 12 squadre nazionali europee e la vittoria finale è andata per la prima volta alla Polonia.

## Qualificazioni
Hanno partecipato al campionato europeo pre-juniores le nazionali dei paesi ospitanti, la prima classificata al campionato europeo pre-juniores 2011 e nove squadre provenienti dai gironi di qualificazioni.

## Impianti
|                                                         |                                                          |
|                                                         |                                                          |
| Topolica Città: Antivari Capienza: - Anno d'apertura: - | SRC Jazero Città: Kladovo Capienza: - Anno d'apertura: - |

## Regolamento
Le dodici squadre sono state divise in due gironi: dopo la prima fase, le prime due classificate di ogni girone hanno acceduto alle semifinali per il primo posto, mentre la terza e la quarta classificata di ogni girone hanno acceduto alle semifinali per il quinto posto.

## Gironi
| Girone A                                            | Girone B                                           |
| --------------------------------------------------- | -------------------------------------------------- |
| Grecia Italia Montenegro Polonia Rep. Ceca Slovenia | Francia Germania Paesi Bassi Russia Serbia Turchia |

## Fase finale - Antivari

### Finali 1º - 3º posto
|  | Semifinali | Semifinali | Semifinali |         |        | 1º/2º posto | 1º/2º posto | 1º/2º posto |  |
|  |            |            |            |         |        |             |             |             |  |
|  | Italia     | Italia     | 3          |         |        |             |             |             |  |
|  | Italia     | Italia     | 3          |         |        |             |             |             |  |
|  | Serbia     | Serbia     | 1          |         |        |             |             |             |  |
|  | Serbia     | Serbia     | 1          |         | Italia | Italia      | 2           |             |  |
|  |            |            |            |         | Italia | Italia      | 2           |             |  |
|  |            |            | Polonia    | Polonia | 3      |             |             |             |  |
|  | Turchia    | Turchia    | Polonia    | Polonia | 3      | 2           |             |             |  |
|  | Turchia    | Turchia    |            |         |        | 2           |             |             |  |
|  | Polonia    | Polonia    | 3          |         |        | 3º/4º posto | 3º/4º posto | 3º/4º posto |  |
|  | Polonia    | Polonia    | 3          |         |        |             |             |             |  |
|  |            |            |            |         |        |             |             |             |  |
|  |            |            |            |         |        | Serbia      | Serbia      | 0           |  |
|  |            |            |            |         |        | Serbia      | Serbia      | 0           |  |
|  |            |            |            |         |        | Turchia     | Turchia     | 3           |  |

### Finali 5º - 7º posto
|  | Semifinali | Semifinali | Semifinali |          |        | 5º/6º posto | 5º/6º posto | 5º/6º posto |  |
|  |            |            |            |          |        |             |             |             |  |
|  | Grecia     | Grecia     | 3          |          |        |             |             |             |  |
|  | Grecia     | Grecia     | 3          |          |        |             |             |             |  |
|  | Russia     | Russia     | 0          |          |        |             |             |             |  |
|  | Russia     | Russia     | 0          |          | Grecia | Grecia      | 3           |             |  |
|  |            |            |            |          | Grecia | Grecia      | 3           |             |  |
|  |            |            | Slovenia   | Slovenia | 2      |             |             |             |  |
|  | Germania   | Germania   | Slovenia   | Slovenia | 2      | 1           |             |             |  |
|  | Germania   | Germania   |            |          |        | 1           |             |             |  |
|  | Slovenia   | Slovenia   | 3          |          |        | 7º/8º posto | 7º/8º posto | 7º/8º posto |  |
|  | Slovenia   | Slovenia   | 3          |          |        |             |             |             |  |
|  |            |            |            |          |        |             |             |             |  |
|  |            |            |            |          |        | Russia      | Russia      | 2           |  |
|  |            |            |            |          |        | Russia      | Russia      | 2           |  |
|  |            |            |            |          |        | Germania    | Germania    | 3           |  |

## Podio

### Campione
Formazione: 1 Malwina Smarzek, 2 Małgorzata Śmieszek, 4 Klaudia Grzelak, 5 Kornelia Moskwa, 6 Aleksandra Wanczyk, 7 Karolina Piśla, 9 Pola Nowakowska, 11 Justyna Antosiewicz, 13 Paulina Baldyga, 15 Karolina Szczygiel, 16 Magdalena Damaske, 17 Aleksandra Kazala, CT: Grzegorz Kosatka

### Secondo posto
Formazione: 2 Alice Degradi, 3 Carlotta Cambi, 5 Ofelia Malinov, 7 Marianna Maggipinto, 8 Sofia D'Odorico, 9 Beatrice Berti, 10 Giulia Angelina, 11 Anna Danesi, 12 Anastasia Guerra, 15 Sara Bonifacio, 16 Anna Nicoletti, 18 Elisa Zanette, CT: Luca Pieragnoli

### Terzo posto
Formazione: 2 Merve Çepni, 3 Cansu Özbay, 4 Zeynep Bağcı, 6 Rida Erlalelitepe, 7 Ada Germen, 8 Ayça Aykaç, 9 Pelin Aroğuz, 10 Hümay Topaloğlu, 14 Buse Ene, 15 Arelya Karasoy, 17 Su Zent, 18 Hande Baladın, CT: Şahin Çatma

## Classifica finale
| Classifica | Squadre     | Qualificazione                       |
| ---------- | ----------- | ------------------------------------ |
| Oro        | Polonia     | Campionato europeo pre-juniores 2015 |
| Argento    | Italia      |                                      |
| Bronzo     | Turchia     |                                      |
| 4          | Serbia      |                                      |
| 5          | Grecia      |                                      |
| 6          | Slovenia    |                                      |
| 7          | Germania    |                                      |
| 8          | Russia      |                                      |
| 9          | Paesi Bassi |                                      |
| 10         | Rep. Ceca   |                                      |
| 11         | Francia     |                                      |
| 12         | Montenegro  |                                      |